# 日専連ベネフル
株式会社日専連ベネフル（にっせんれんベネフル）は、福岡県北九州市に本社を置き、北九州市・山口県下関市を中心に、福岡県・大分県・山口県・広島県を事業区域とする、日専連系の信販会社である。

## 概要
「日専連DC・VISAカード」・「日専連JCBカード」などの発行を行っている。また、地元企業や団体などとの提携カード（スターフライヤーカード、到津の森カード、ウェービー（ギラヴァンツ北九州のマスコットキャラクター）カード、下関まつりカード、サンデンカード）を発行している。

## 沿革
- 1972年（昭和47年）6月13日 - 会社設立。
- 2016年（平成28年）10月3日 - ヒタックスカード（大分県日田市）を吸収合併。
- 2017年（平成29年）8月1日 - エースカード（山口県山口市）を吸収合併。

## 事業所
- 本社 - 北九州市小倉北区堺町1丁目6番15号 日専連ビル
- 中国支店 - 山口県周南市平和通1-20